# هيذر غراهام
هيذر غراهام (بالإنجليزية: Heather Graham)‏ هي ممثلة ومخرجة وكاتبة سيناريو أمريكية من مواليد 29 يناير 1970. بعد ظهورها في الإعلانات التلفزيونية مثلت أول دور لها في فيلم رخصة للقيادة في سنة 1988، وثم في فيلم درغستور كاوبوي في سنة 1989، ثم مثلت في أفلام صرخة في سنة 1991 وديغستاون في سنة 1992 والدرجات الست للانفصال في سنة 1993 وهزازون في سنة 1996، ومثلت في مسلسلات قمم توأم في سنة 1992 وفي الفيلم الصادر منه قمم توأم:نار تمشي معي بنفس السنة، مثلت في فيلم ليال مرعبة في سنة 1997، وثم مثلت في فيلم باوفنغر في سنة 1999 وفيلم أوستن باورز: الجاسوس الذي غيرني بنفس السنة. في عقد 2000 مثلت في فيلم كوميتيد في سنة 2000 وفيلم ساي إتس نت سو في سنة 2001 وفيلم ماري في سنة 2005 وفيلم قضايا رمادية في سنة 2006 وفيلم صداع الكحول في سنة 2009 وفيلم صداع الكحول الجزء الثالث في 2013. مثلت أيضاً في مسلسلات عديدة مثل سكرابز في سنة 2004 وكاليفورنيكايشن في سنة 2014 ومسلسل فلاكد في سنة 2016 على نتفليكس. مثلت في عدة أدوار جنسية، ظرت صورها أيضاً في المجلات ضمن قوائم أجمل النساء و أكثر النساء إثارة. هي مدافعة عن حقوق الأطفال، وتدعم النشاط ضد الاحتباس الحراري يحملة تبريد الجو.

## أعمالها

### الأفلام
- (1988) التؤام[9]
- (1990) أنا أحبك حتى الموت
- (1993) الدرجات الست للانفصال
- (1997) صرخة 2[10]
- (1997) ليال مرعبة[11]
- (1999)  الجاسوس الذي غيرني
- (2001) من الجحيم[12]
- (2003) إدارة الغضب[13]
- (2006) المكسور
- (2006) بوبي[14]
- (2009) صداع الكحول[15][16][17]
- (2011) 5 أيام من الحرب
- (2011) سكريم 4[18]
- (2012) عن تشيري[19]
- (2013) صداع الكحول الجزء الثالث
- (2013) قرون[20]
- (2016) نورم من الشمال[21][22]

### التلفزيون
| المسلسلات | المسلسلات         | المسلسلات | المسلسلات        |
| العام     | الفيلم            | الدور     | الحلقات          |
| --------- | ----------------- | --------- | ---------------- |
| 1987      | آلام النمو        | سيدني     | حلقتين           |
| 1999      | ساترداي نايت لايف | المضيفة   | حلقة هيذر غراهام |
| 2002      | الجنس والمدينة    |           | حلقة واحدة       |
| 2004      | عائلة بلوث        | بيث بيرلي |                  |
| 2004–2005 | سكرابز            |           | 9 حلقات          |
| 2011      | بورتلانديا        |           | حلقة واحدة       |
| 2016      | فلاكد             |           | 4 حلقات          |

## الجوائز والترشيحات
- عن دورها في مخدرات وراعي بقر: ترشحت لـ
  - جائزة الروح المستقلة لأفضل ممثلة مساعدة

- عن دورها في أوستن باورز: الجاسوس الذي غيرني ترشحت مرتين
  - 1999: لجائزة اختيار أطفال نكلوديون
  - 1999: جائزة زحل لأفضل ممثلة

## وصلات خارجية
- هيذر غراهام على موقع IMDb (الإنجليزية)
- هيذر غراهام على موقع ميتاكريتيك (الإنجليزية)
- هيذر غراهام على موقع روتن توميتوز (الإنجليزية)
- هيذر غراهام على موقع قاعدة بيانات الأفلام العربية
- هيذر غراهام على موقع ألو سيني (الفرنسية)
- هيذر غراهام على موقع ميوزك برينز (الإنجليزية)
- هيذر غراهام على موقع تيرنر كلاسيك موفيز (الإنجليزية)
- هيذر غراهام على موقع أول موفي (الإنجليزية)
- هيذر غراهام على موقع قاعدة بيانات الأفلام السويدية (السويدية)
- هيذر غراهام على موقع إن إن دي بي (الإنجليزية)
- "Close Up" on Heather Graham from The Observer